# Ścięciel
Ścięciel (prononciation : [ˈɕt͡ɕent͡ɕel]) est un village polonais de la gmina de Chorzele dans le powiat de Przasnysz de la voïvodie de Mazovie dans le centre-est de la Pologne.
Il se situe à environ 10 km au nord de Chorzele (siège de la gmina), 36 km au nord de Przasnysz (siège du powiat) et à 124 km au nord de Varsovie (capitale de la Pologne).

## Histoire
Jusqu'en 1945, Rodefeld fait partie de l'arrondissement d'Ortelsbourg dans le district de Königsberg, dans la province de Prusse-Orientale.
De 1975 à 1998, le village appartenait administrativement à la voïvodie d'Ostrołęka.